# 도지역
도지역(일본어: 東寺駅)은 일본 교토부 교토시 미나미구에 위치한 긴키 닛폰 철도 교토 선의 철도역이다. 역 번호는 B 02이며, 상대식 승강장 2면 2선의 구조를 갖춘 고가역이다.

## 타는 곳
| 1 | B 교토 선 | 하행 | 단바바시 · 야마토사이다이지 · 나라 · 덴리 · 가시하라진구마에 방면 |
| 2 | B 교토 선 | 상행 | 교토 방면                                                         |

## 이용 현황
- 2005년 11월 8일 : 9,765명
- 2008년 11월 18일 : 9,909명
- 2010년 11월 9일 : 9,267명
- 2012년 11월 13일 : 8,153명
- 2015년 11월 10일 : 8,742명

## 역 주변
- 교토 미나미 회관
- NTT 서일본 교토 병원

## 인접 역
| 긴키 닛폰 철도 B 교토 선 | 긴키 닛폰 철도 B 교토 선 | 긴키 닛폰 철도 B 교토 선         |
| ------------------------ | ------------------------ | -------------------------------- |
| B01 교토 교토 방면       | ■ 급행 · ■ 준급          | 다케다 B05 야마토사이다이지 방면 |
| B01 교토 교토 방면       | ■ 보통                   | 주조 B03 야마토사이다이지 방면   |